# Giovan Battista Gianni
Giovan Battista Gianni (Cerano d'Intelvi, seconda metà XVII  secolo – Abruzzo, metà XVIII secolo) è stato un architetto e scultore italiano.
Insieme a Giovanni Antonio Fontana da Penne, Giovan Battista Gianni fu uno dei principali rappresentanti dell'architettura barocca in Abruzzo.

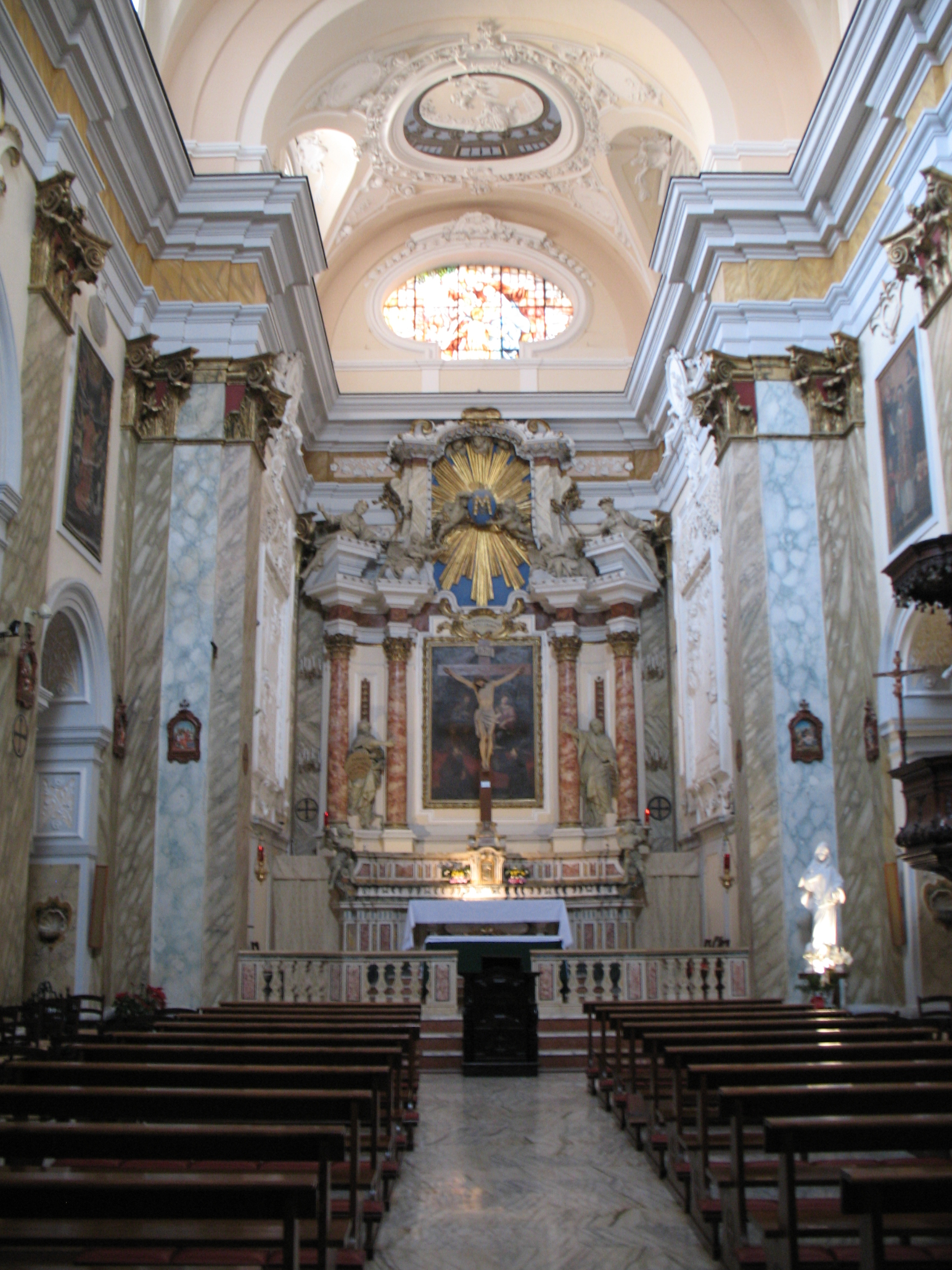
Chiesa di San Domenico, Chieti, ex Sant'Anna degli Scolopi, interni progettati da Gianni

Fu attivo nei progetti delle chiese di Atri (San Francesco), della cappella del Sacramento nella Collegiata di Santa Maria di Pescocostanzo, nel progetto architettonico del santuario dell'Assunta di Castel Frentano, nel rifacimento delle chiese di San Domenico, San Giovanni evangelista e del monastero di santa Chiara di Penne, e nei progetti di alcune chiese di Chieti, come il Collegio degli Scolopi, e l'oratorio del Sacro Monte dei Morti della Cattedrale teatina.

## Vita e opere
Con la costituzione degli Stati Farnesiani in Abruzzo, da parte della duchessa Margherita d'Austria, nell'ambito del rinnovamento delle maggiori architetture dell'area teramano-pennese, ma anche teatina, la duchessa portò dal nord Italia alcune maestranze lombardo-ticinesi, nei principali cantieri di restauro delle chiese. Gianni probabilmente non fece parte di questa schiera di architetti, dato che fu attivo in Abruzzo dal 1685, e dovette studiare a Roma, formandosi presso le suole del Bernini e del Borromini, per poi entrare negli Abruzzi dalla via della Marsica. infatti uno dei suoi primi lavori è il convento delle Clarisse di Gagliano Aterno, e poi penetrare attraverso la via Valeria nel cuore dell'Abruzzo, venendo molto richiesto a Penne, Atri, Chieti.

### Caratteristiche dell'opera
Gianni fu molto influenzato dallo sperimentalismo dell'architettura barocca romana, i nuovi impianti non più semplicemente rettangolari a navata unica con volta a botte, seguendo il modello delle chiese dei Gesuiti; seguendo i dettami tipici di un'architettura scenografica, volta a creare effetti illusionistici di spazialità, tridimensionalità e stupore nei confronti del pubblico, sapendo giocare sull'illusione ottica dei vuoti e dei pieni, riguardarono specialmente le chiese di Chieti e Penne, ma anche Città Sant'Angelo. Uno dei massimi capolavori di Gianni infatti rimane la chiesa di Santa Chiara di Città Sant'Angelo a impianto triangolare, quasi replicando la chiesa di Sant'Ivo alla Sapienza di Borromini.

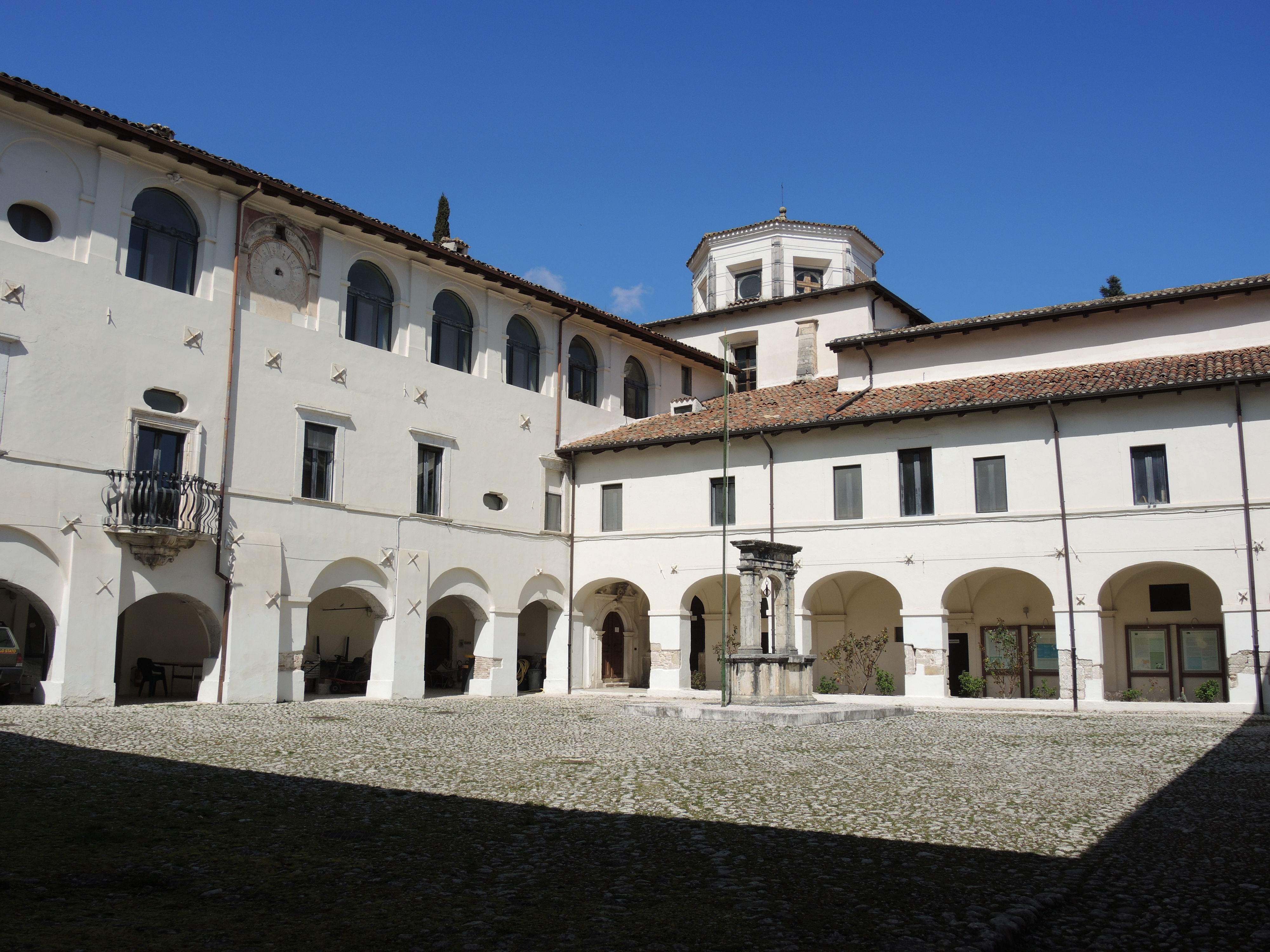
Chiostro del convento di Santa Chiara, Gagliano Aterno

L'effetto plastico dell'arco trionfale, dell'impianto della cupola, dei pennacchi, delle sculture a riempire i vuoti, non solo riguardò gli interni nel senso architettonico, ma la rivoluzione di Giovan Battista Gianni e Carlo Fontana, attivo soprattutto a Sulmona insieme a Giambattista Gamba, si concentrò anche sulla costruzione scultorea del tabernacolo; per la prima volta in Abruzzo il tabernacolo che già aveva riacquisito l'impostazione a tempio classico greco-romano nel Rinascimento, viene perfezionato con il classico timpano ondulato spezzato, le figure laterali delle Muse, degli angeli o dei profeti, i putti a decorazione presso una grossa nuvola dorata con il monogramma di Cristo, l'abbellimento di cornucopie o candelabri, in modo da creare una gradevole e sapientemente modellata macchina scenografica per ciascun altare di cappella, per non parlare dei tabernacoli d'altare maggiore, ove inserire delle sculture, delle statue, oppure delle pale d'altare dipinte.

### Le opere abruzzesi

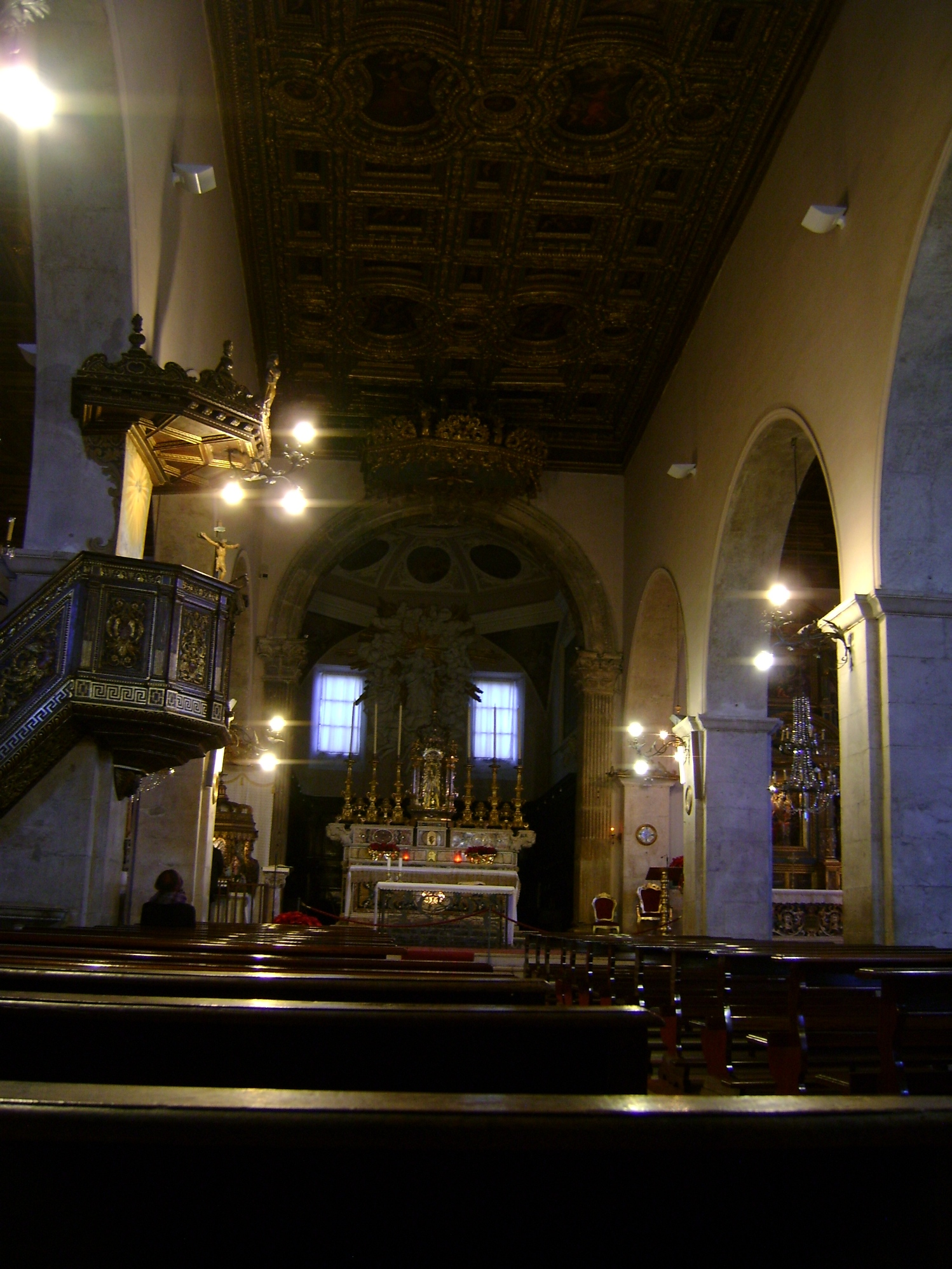
Interno della Collegiata di Santa Maria del Colle, Pescocostanzo

Giovan Battista Gianni: influenzato alle architetture lombardo-ticinesi e dal barocco milanese, realizza l'impianto del convento di Santa Chiara di Gagliano Aterno (1685); il primo modello rappresenta il programma di architettura di Gianni, la volta a botte lunettata a navata unica, con altari laterali, da impreziosire con decorazione di pennacchi e stucchi preso le eventuali cupole, la trabeazione continua, la scansione in pilastri con capitelli corinzi, altari laterali e nicchie monumentali a cappella.

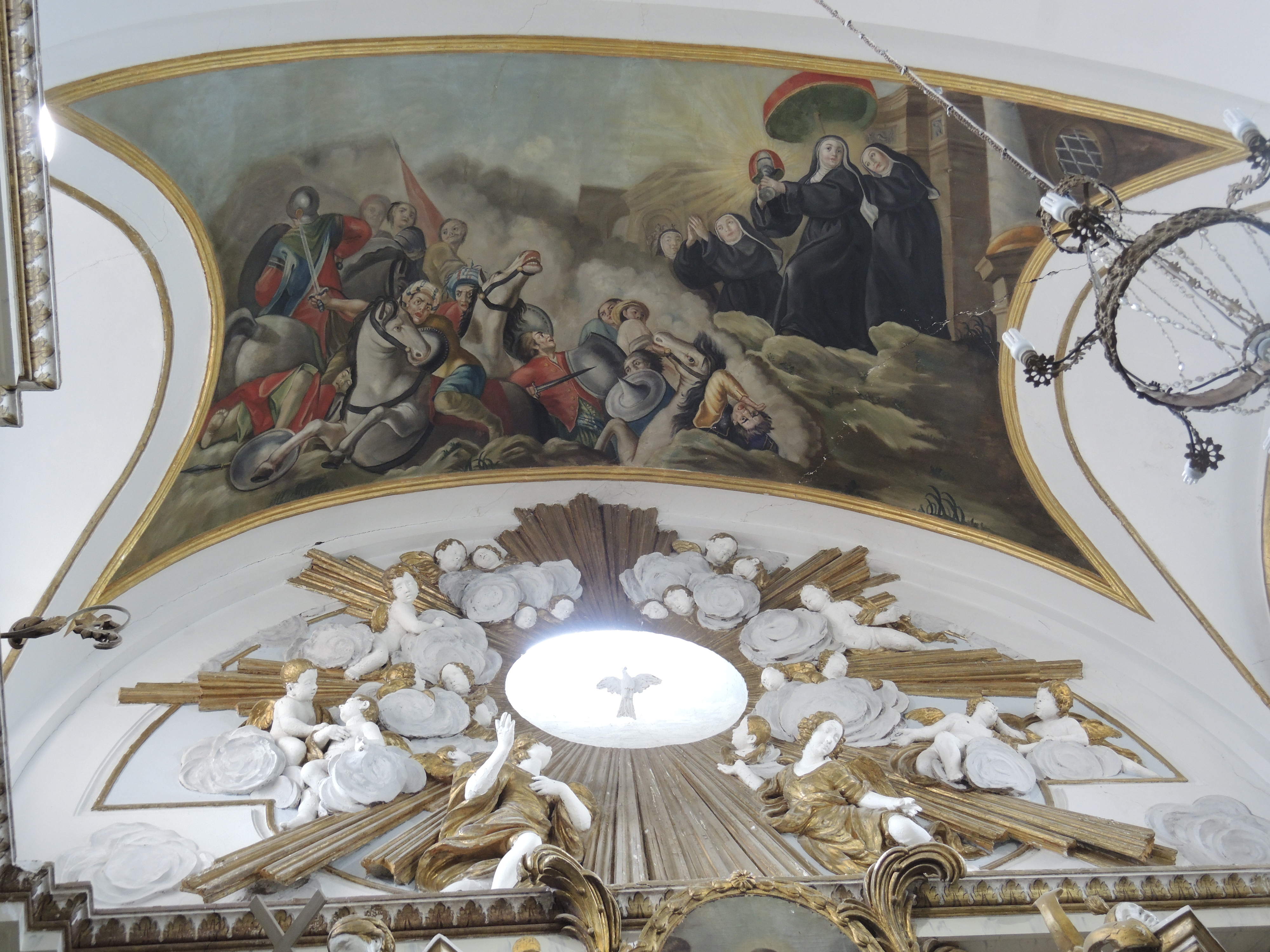
Altare maggiore della chiesa di Santa Chiara, Penne

Altre opere di Gianni: impianto della basilica di Santa Maria del Colle di Pescocostanzo, lasciando le tre navate e aggiungendovene due laterali, più il cappellone monumentale e l'altare di Sant'Antonio (1691-93); uso della doppia colonna, tipica di Gianni, per l'altare di Sant'Antonio, andamenti sinuosi e spezzati del timpano a coronamento mistilineo, uso dei medaglioni a stucco per il cappellone del Sacramento nella basilica di Pescocostanzo. 
Altre opere a Penne: rifacimento dell'impianto dei monasteri femminili di San Giovanni Gerosolimitano e Santa Chiara, poi chiese di San Domenico, Santa Maria in Colleromano (compresa facciata, poi smantellata nel 1955), San Giovanni Evangelista, in collaborazione con il muratore Francesco Augustone, anche della chiesa dei Celestini andata distrutta nel XIX secolo. A Chieti nel 1695 ca: collegio delle Scuola Pie dei Padri Scolopi, attuale San Domenico Nuovo al corso Marrucino, chiesa di San Gaetano sopra Santa Caterina, oratorio del Sacro Monte dei Morti (1720 ca.) presso la Cattedrale di San Giustino, cappella di Sant'Antonio di Padova presso la chiesa di San Francesco al Corso, anche se i critici ritengono che l'impalcatura generale della nuova chiesa di San Francesco di Chieti sia da attribuire a Gianni.
Il capolavoro del periodo a Chieti, resta senz'altro la stuccatura dipinta in oro dell'oratorio del Sacro Monte dei Morti, presso la Cattedrale. Interessante anche il progetto del 1701 della chiesa di San Gaetano di Chieti, ricalcando l'impianto a croce greca della vecchia chiesa di Santa Caterina
Rifacimento totale dell'interno della chiesa di San Domenico a Penne (1722-30), con Domenico Poma, con nicchioni, impianto longitudinale con volta a botte, altari laterali e cappellone del Rosario, coro superiore. Probabilmente Gianni lavorò alle cappelle laterali del nuovo interno barocco di Santa Maria di Collemaggio, dopo il terremoto del 1703, che furono smantellati in seguito nel 1968 da Mario Moretti; realizza gli stucchi del cappellone di San Pietro Celestino (1706).
Atri: il Gianni lavora alla chiesa di San Francesco, Santa Reparata accanto al Duomo, Santa Chiara, San Domenico. San Francesco al corso è la prima chiesa ad essere modificata seguendo i modelli della Controriforma, con grande navata centrale voltata a botte e cappelle laterali. Santa Reparata: a croce greca longitudinale.

## Cantieri maggiori
Interessante la presenza dell'architetto lombardo Giovan Battista Gianni, e dei seguaci Carlo Piazzola e Girolamo Rizza, attivi tra Chieti e Lanciano questi ultimi. Il Gianni fu conteso tra i due ordini monastici femminili di San Giovanni di Malta e di Santa Chiara a Penne, che fecero a gara tra loro per mostrare il maggior pregio e ricchezza dei due fiorenti monasteri, a colpi di opere d'arte.

### San Giovanni Gerosolimitano a Penne

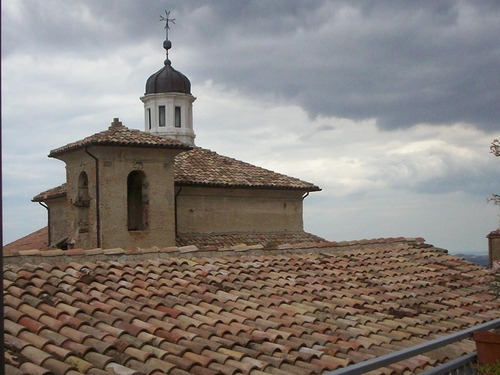
Veduta dall'alto della chiesa
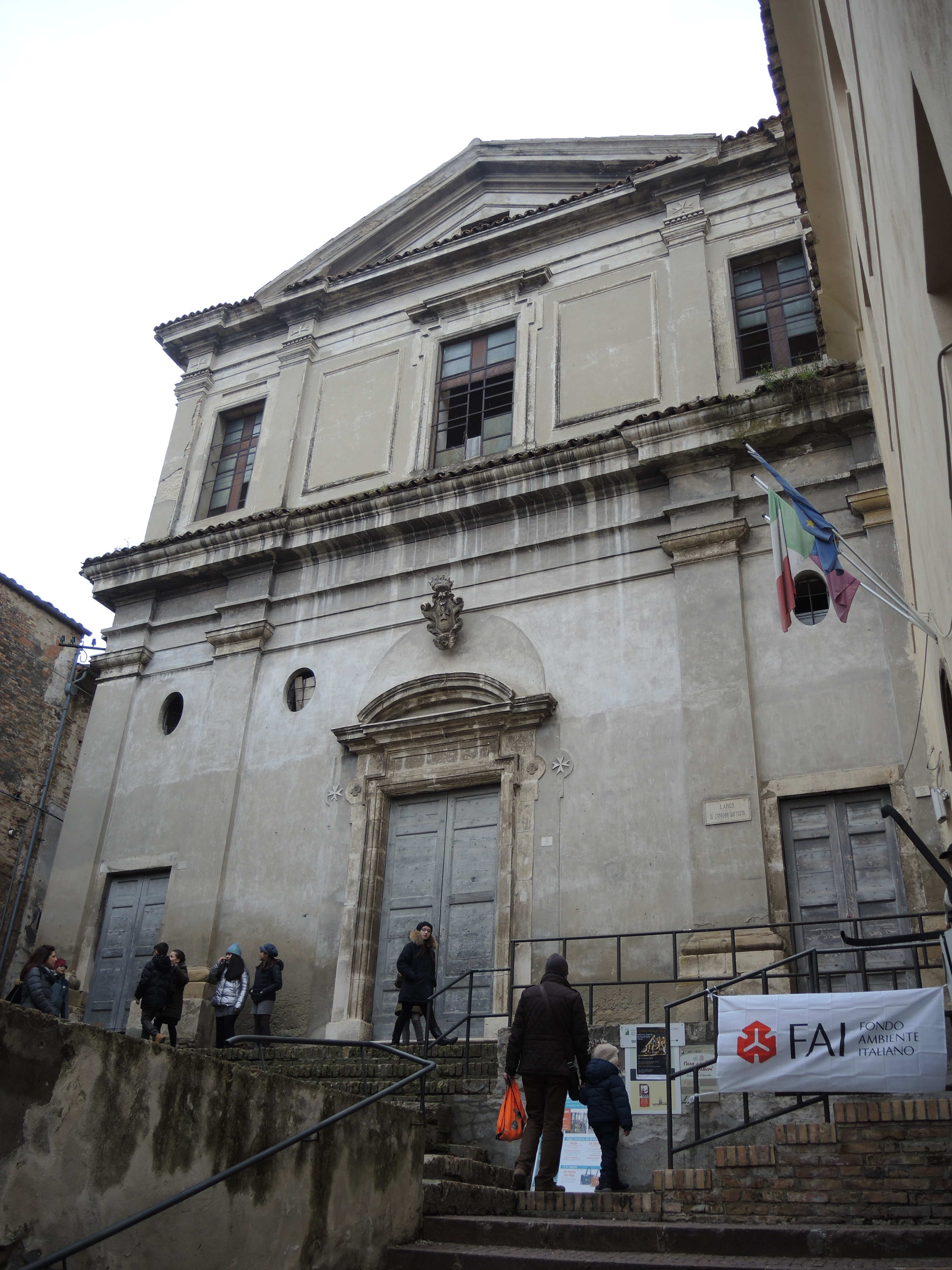
Prospetto
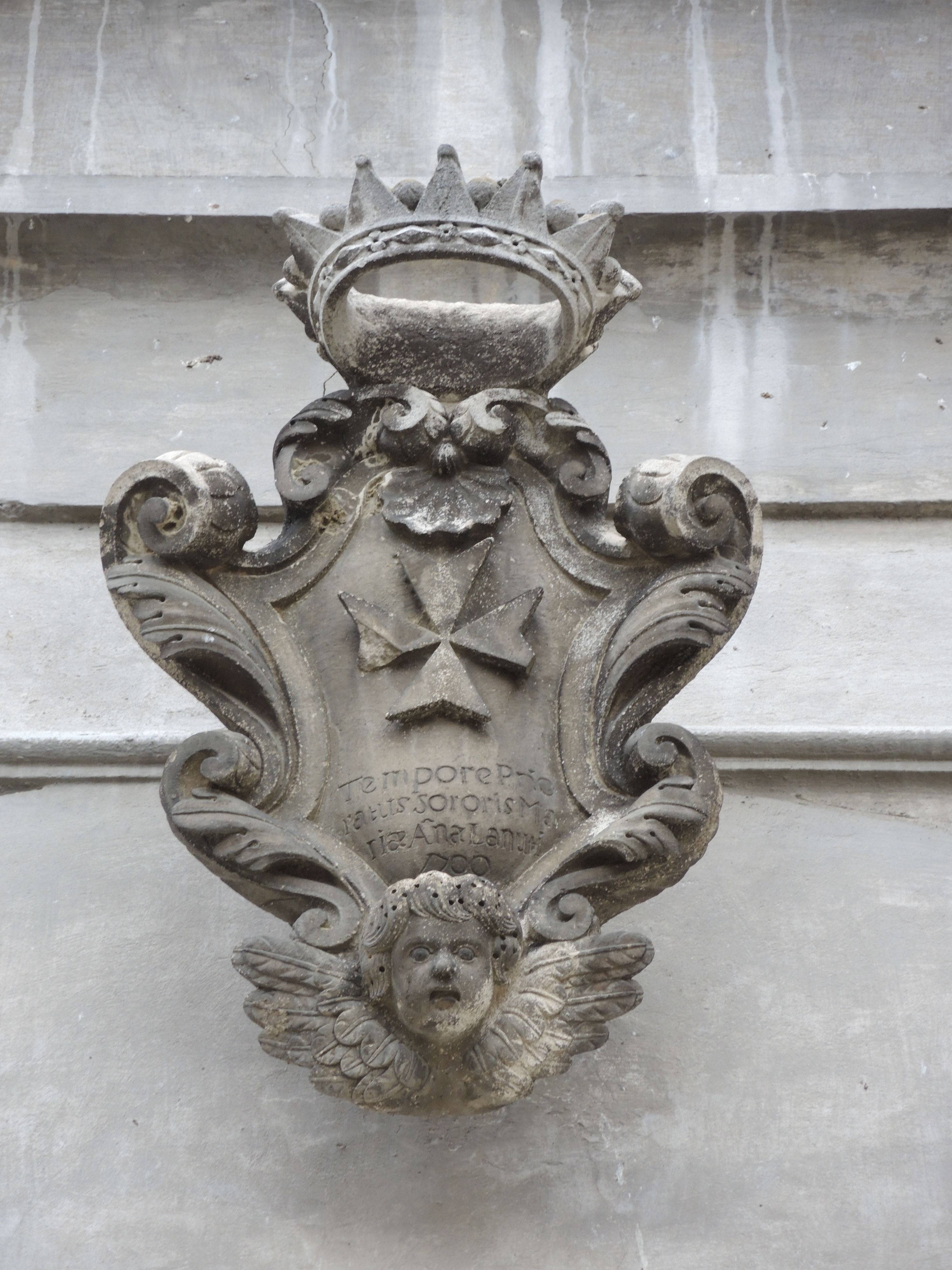
Stemma dell'Ordine, sul portale principale
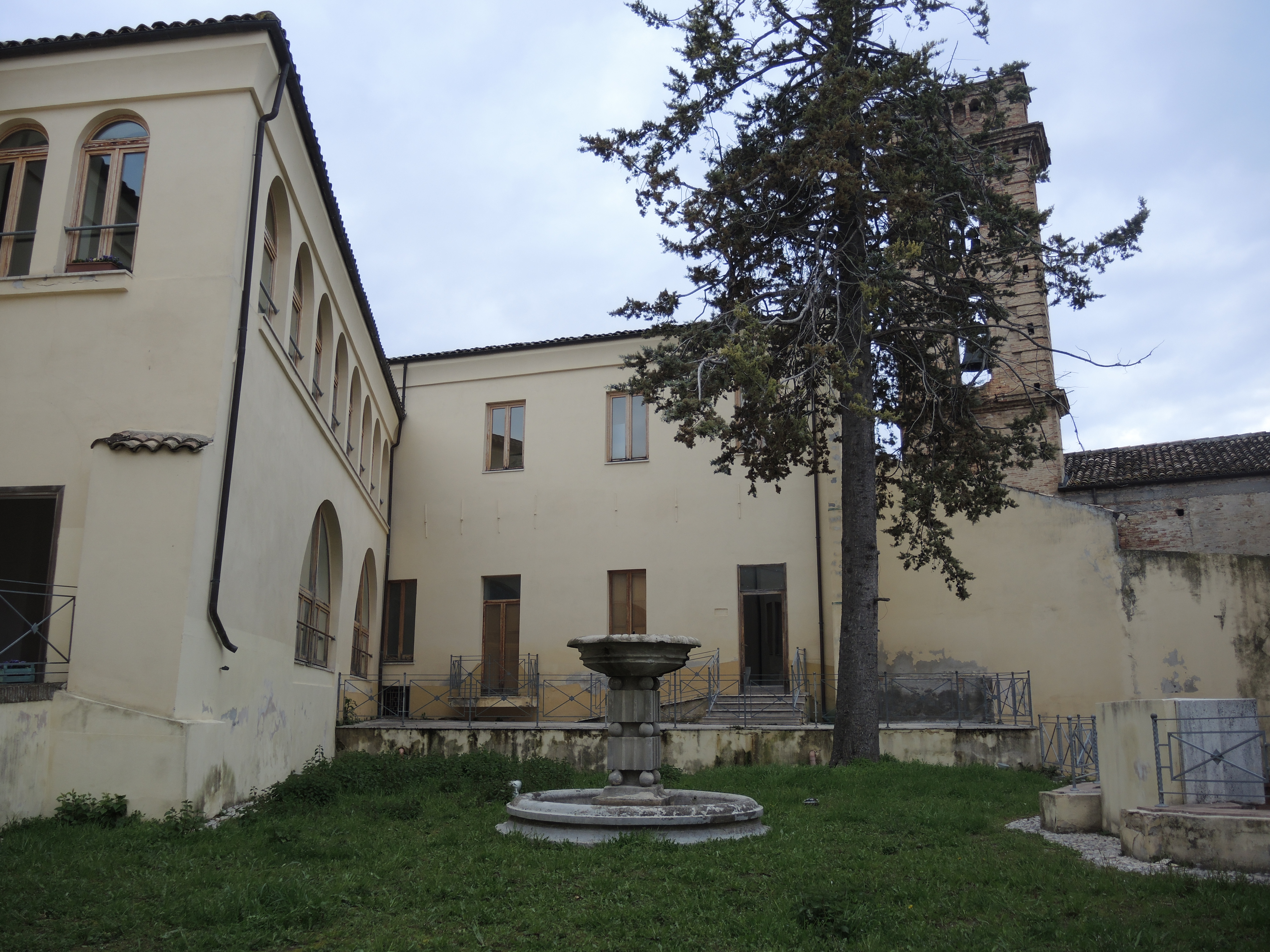
Chiostro dell'ex convento
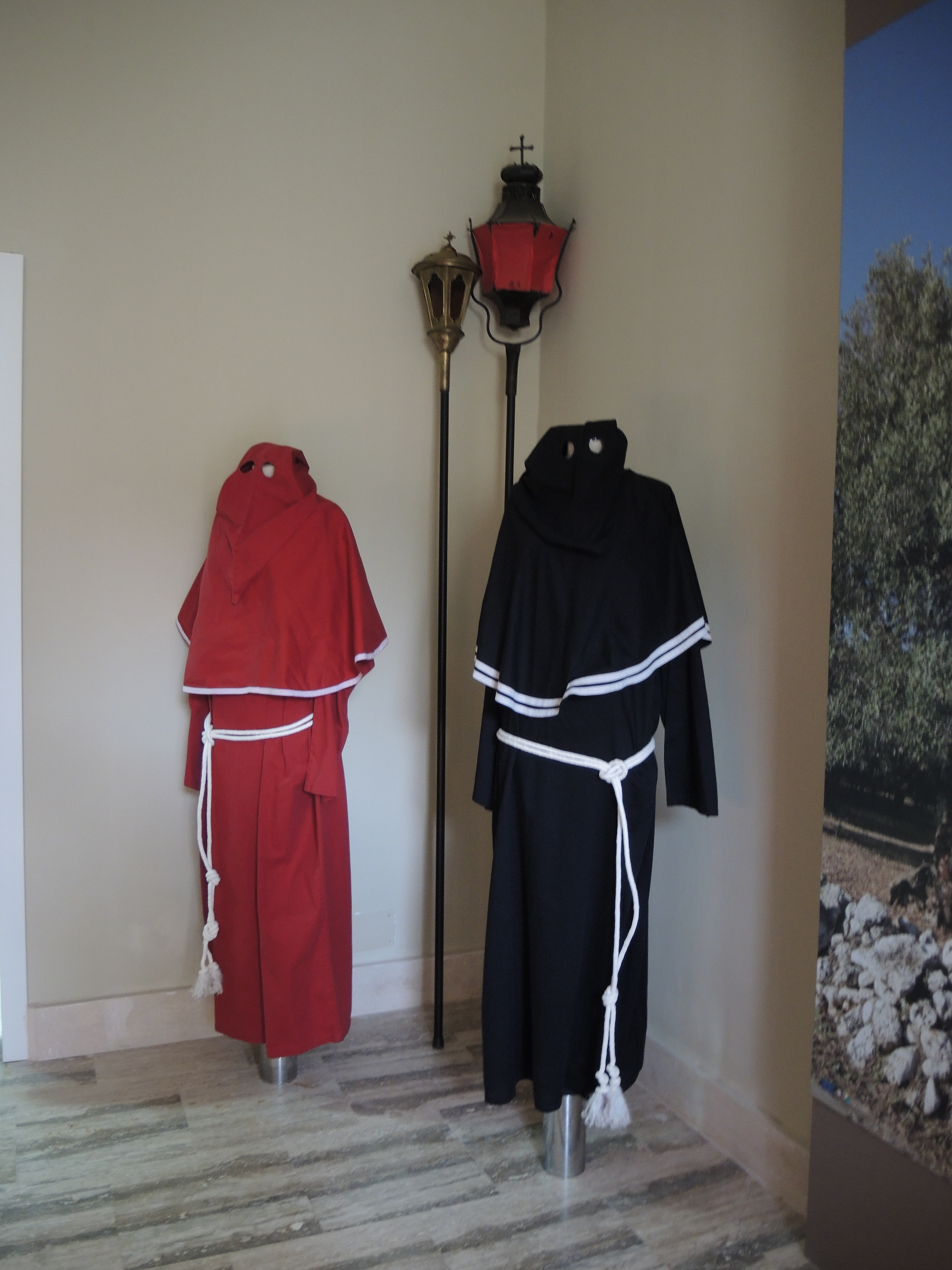
Vestiti del confratelli del Monte di Pietà dei Morti
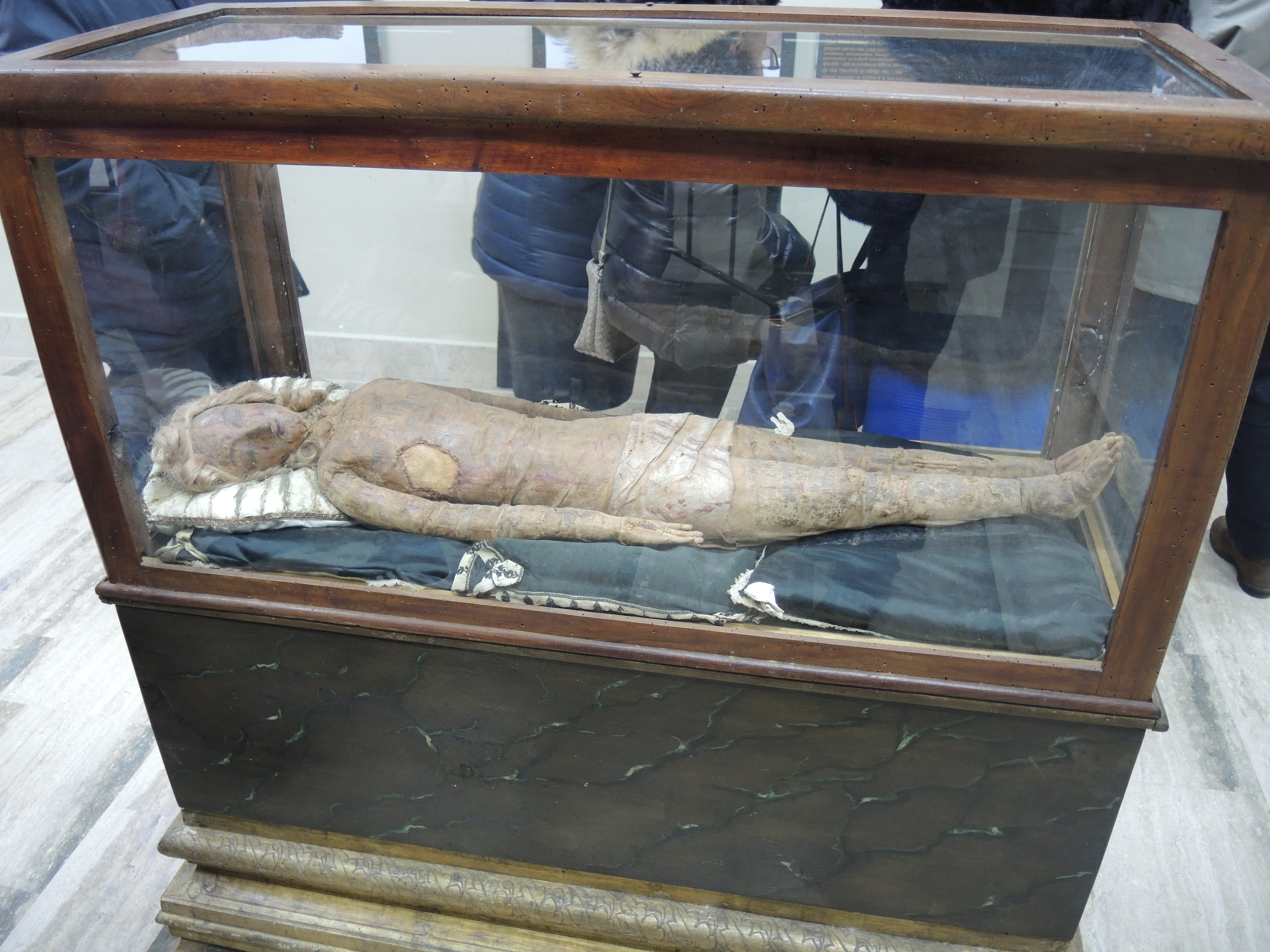
Statua del Cristo morto, ex convento

È una delle chiese più importanti d'Abruzzo, poiché è l'unica oggi rimanente dell'Ordine dei Cavalieri Templari di Malta consacrati a San Giovanni di Gerusalemme. La chiesa si trova nel cuore del centro storico, presso uno slargo ricavato dietro i portici monumentali dedicati a Cola Salconio di Penne, realizzati sopra altri edifici nel primo Novecento, lungo il corso dei Vestini sud, poi reintitolato al magistrato pennese Emilio Alessandrini. Inoltre è disdicevole che la chiesa, chiusa al culto da anni insieme al monastero, dopo le leggi piemontesi, non abbia subito interventi di restauro.
La chiesa fu edificata insieme ad altri monasteri dell'Ordine di Malta in Abruzzo, come la chiesa di San Giovanni a Chieti, che si trovava in Largo del Pozzo (oggi piazza Valignani), demolita nel 1876, la chiesa di Santa Gerusalemme a Pescara (l'ospedale si trovava in via dei Bastioni), di cui restano colonne sul viale D'Annunzio presso la Cattedrale, la chiesa dei Cavalieri di Malta a Vasto, che si trovava presso il monastero del Carmine, scomparsa nel XIX secolo, ecc...
Il primo monastero di San Giovanni Battista a Penne fu eretto fuori le mura nel XIII secolo, per volere dei conti Trasmondi, ma essendo stata distrutta nel 1446 dalle truppe di Giacomo Caldora, durante la guerra tra L'Aquila e Penne, le monache ottennero il permesso di acquistare delle case sotto il colle del Duomo, edificando il monastero.
Esso fu però distrutto dal Caldora nel 1436, durante la guerra tra Angioini ed Aragonesi per il controllo dell'Italia Meridionale. In quell'occasione, le Gerosolomitane si trasferirono all'interno della città, in case in prossimità del Duomo, dove continuarono la loro opera di assistenza agli infermi ed ai derelitti. L'area vecchia dove sorgeva il convento doveva essere appena fuori Porta San Francesco, poiché si parla di un ospitale di San Nicola de Ferratis, dove in effetti si trova l'attuale chiesa cilindrica di San Nicola di Bari.
Nel 1523 le monache ottennero da Giuliano De Rodolphis, Gran Priore dell'Ordine, residente a Capua, il permesso di riedificare definitivamente il monastero dentro le mura, presso la chiesetta dell'Annunziata, che diventerà sede della Confraternita del Monte dei Morti. La chiesa fu rifatta in stile manierista barocco, terminata nel 1701, come testimoniato anche dallo storico Anton Ludovico Antinori, che parla della consacrazione il 24 giugno del 1701.
Fu la priora Maria Anna Lanuti di Chieti a volere il rinnovamento della chiesetta cinquecentesca, come attesta anche l'iscrizione sullo stemma dell'Ordine di Malta del portale maggiore: TEMPORE PRIORATUS SORORIS MARIAE AN)NAE LANUTI. 1700
I lavori furono eseguiti da Giovanni Bossi, Francesco e Donato Augustone su progetto delle maestranze lombardo ticinesi attive nell'Abruzzo Ulteriore e Citeriore, legate sicuramente a Giovan Battista Gianni, che però non progettò il restauro della chiesa, in quanto era stato assoldato dalla madre superiora delle Clarisse, monastero avverso alle monache di San Giovanni, per il restauro della chiesa.
La chiesa, seguendo i dettami dell'Ordine, presenta un impianto a croce greca con la cupola, con tre cappelle, il lato est è preceduto da un ambiente voltato a botte, terminante con altre due cappelle laterali e un vestibolo, dunque un allungamento longitudinale di una parte della croce, che fu realizzato per ospitare la cantoria della controfacciata. La facciata è scandita da una scalinata centrale, portale principale incorniciato con lo stemma, sovrastato al centro da un finestrone rettangolare, e timpano triangolare.
La chiesa conserva un impaginato di stucchi barocchi, le superfici alternano spazi pieni e vuoti, volti a dare plasticità all'edificio: i tre altari principali sono decorati da statue di santi, decorati con timpani spezzati, a ricciolo, medaglioni, figure allegoriche, festoni, che sembrano ispirarsi ai canoni barocchi romani del Bernini e di Ercole Ferrara e Pietro da Cortona. Tra le novità usate ci sono la valva di conchiglia di San Giovanni a ricordo del suo ruolo di battezzatore di Cristo, la stella a 8 punte emblema dell'Ordine, riproposta di continuo sugli altri altari.
La presenza di stemmi nobiliari presso gli altari testimonia come la chiesa fosse particolarmente privilegiata in Abruzzo, frequentata dalle persone più facoltose, cui erano legate le stesse monache gerosolimitane.
Presso gli altari vi sono coppie di santi: Sant'Orsola/Santa Caterina, Santa Lucia/Santa Margherita da Cortona, San Biagio/San Liborio.
Si trovano anche affreschi, realizzati da Giambattista Gamba, attivo anche a Chieti, L'Aquila e Sulmona, qui realizzò le quattro tele che si trovano attualmente nel Museo civico diocesano: San Giovanni evangelista - San Carlo Borromeo, che stavano presso le due cappelle subito dopo l'accesso, nel vano centrale l'altare ospitava una tela del Samberlotti del 1617: San Giovanni in gloria, che affiancava la tela della Madonna assunta con San Francesco di Paola ai piedi:la tela fu voluta dalla priora Anna Lanuti, la Madonna in cielo, sorretta da angeli, porge il Bambino al santo paolotto, in secondo piano sulla tela è ritratto il Battesimo di Cristo, tutti elementi legati alla celebrazione di San Giovanni. L'altare sinistro è dedicato al Santissimo Crocifisso, con una lapide dell'indulgenza plenaria concessa da papa Benedetto XIV nei giorni della nascita e decollazione di San Giovanni

### Santa Chiara di Penne

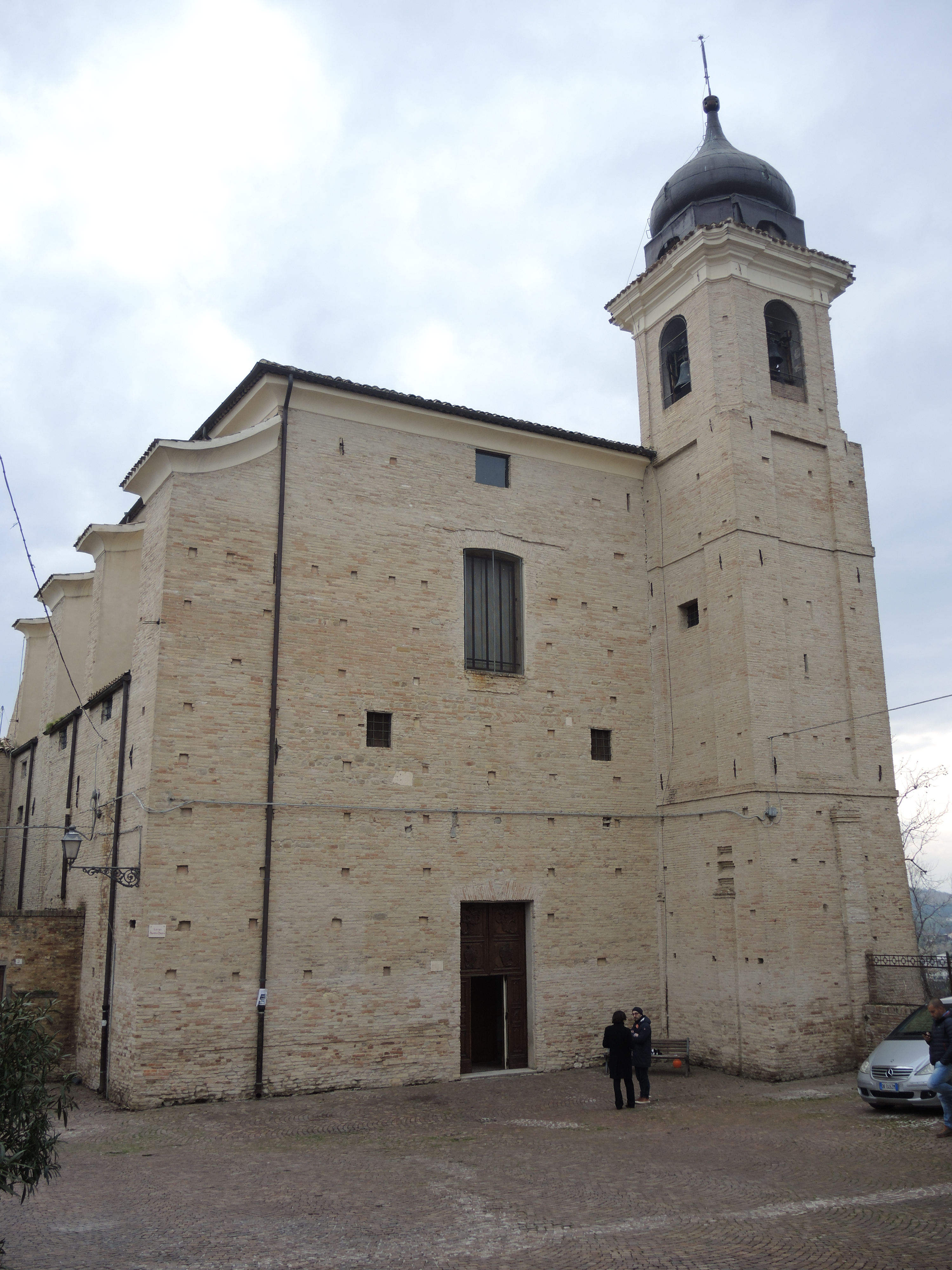
Prospetto
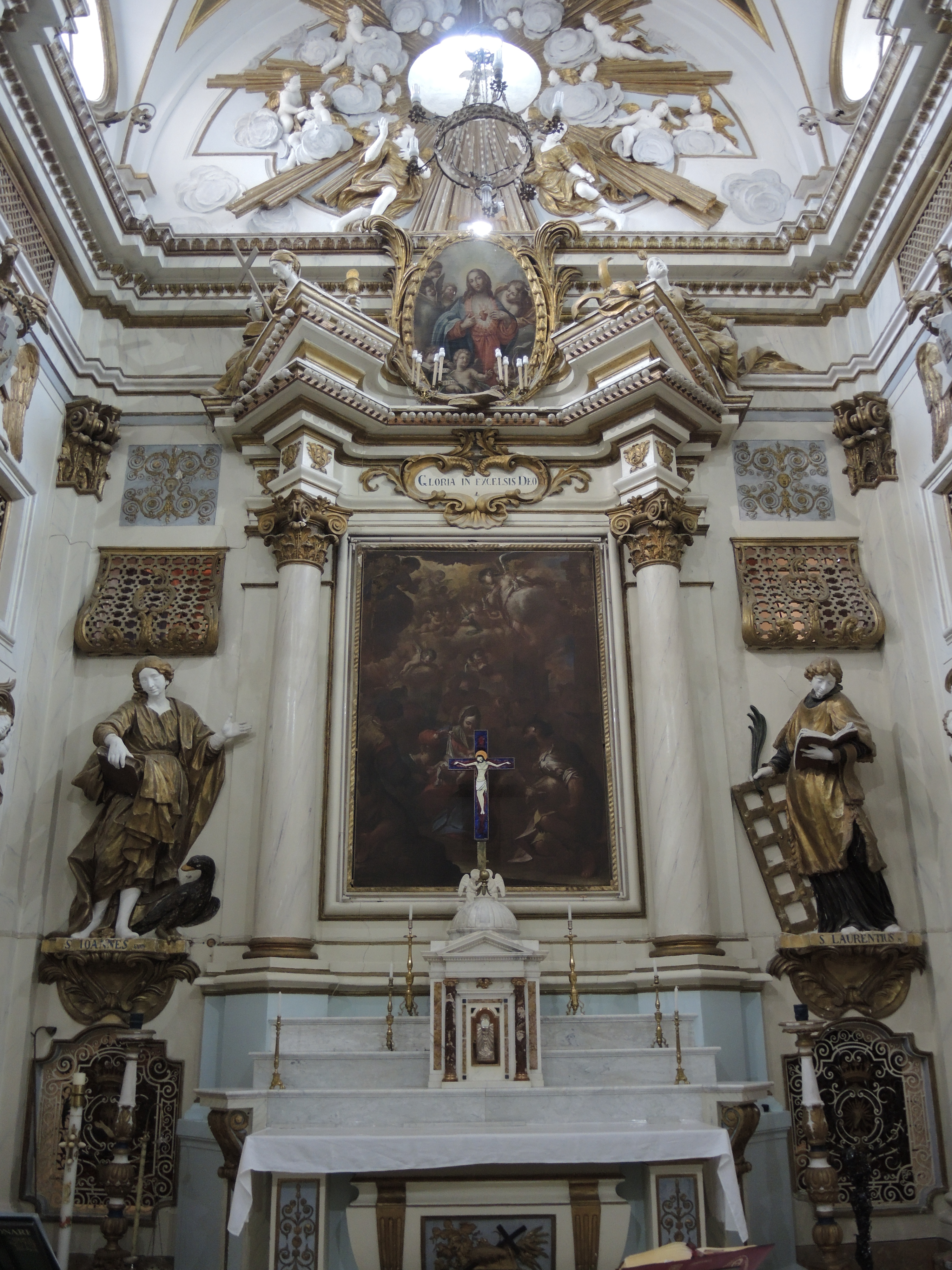
Interno, altare maggiore
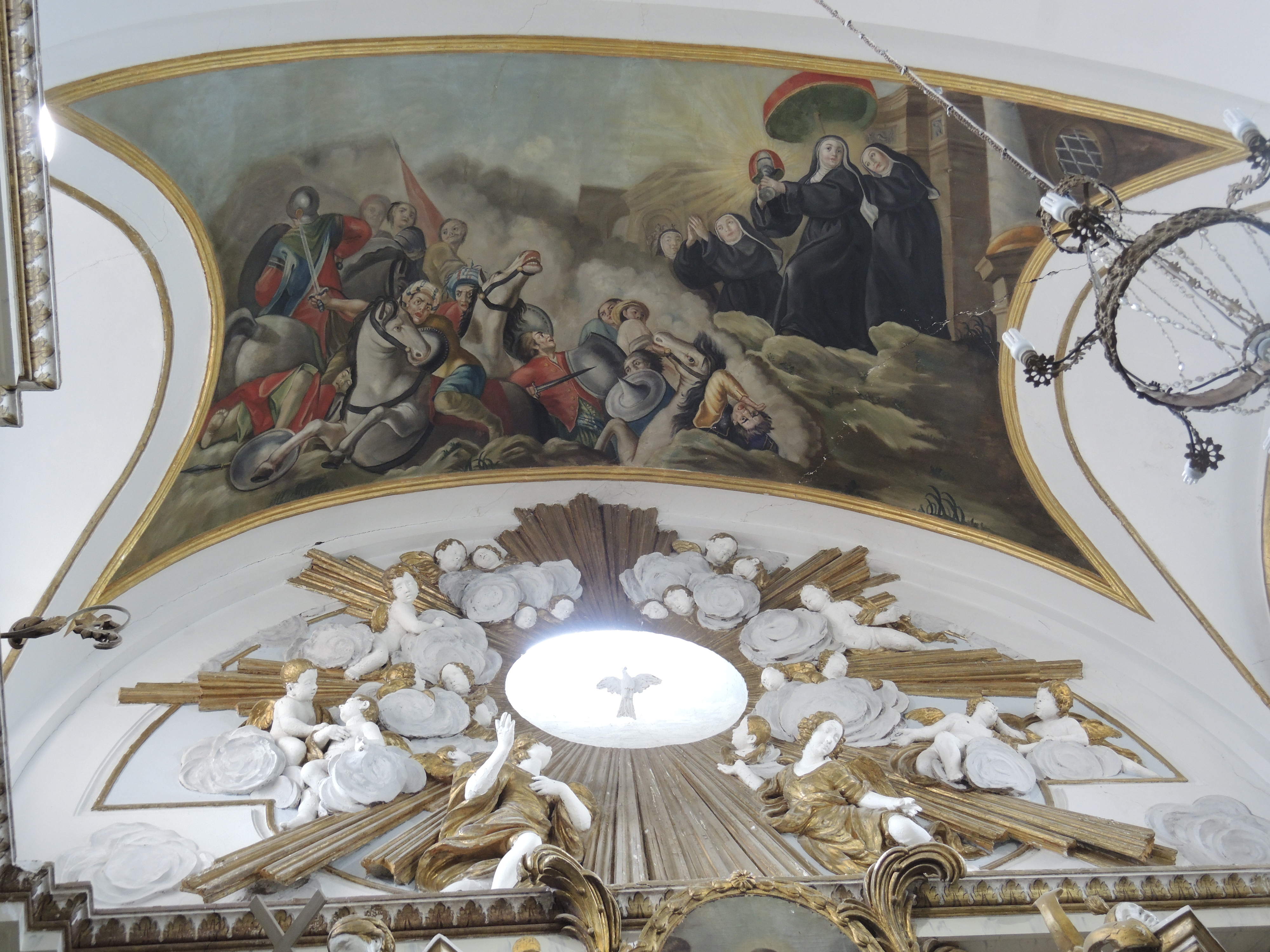
Affresco superiore l'altare maggiore, il miracolo di Santa Chiara
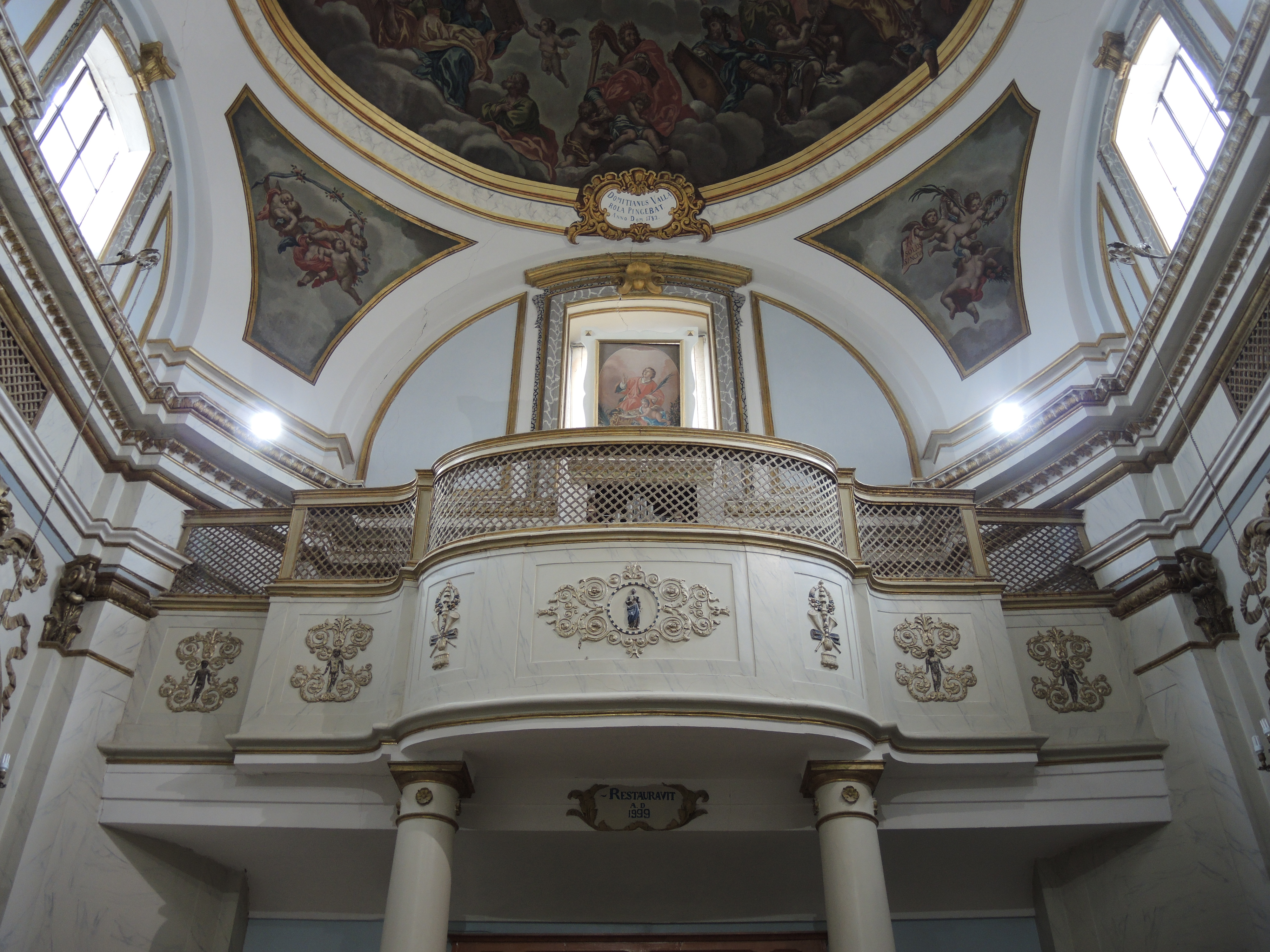
Controfacciata
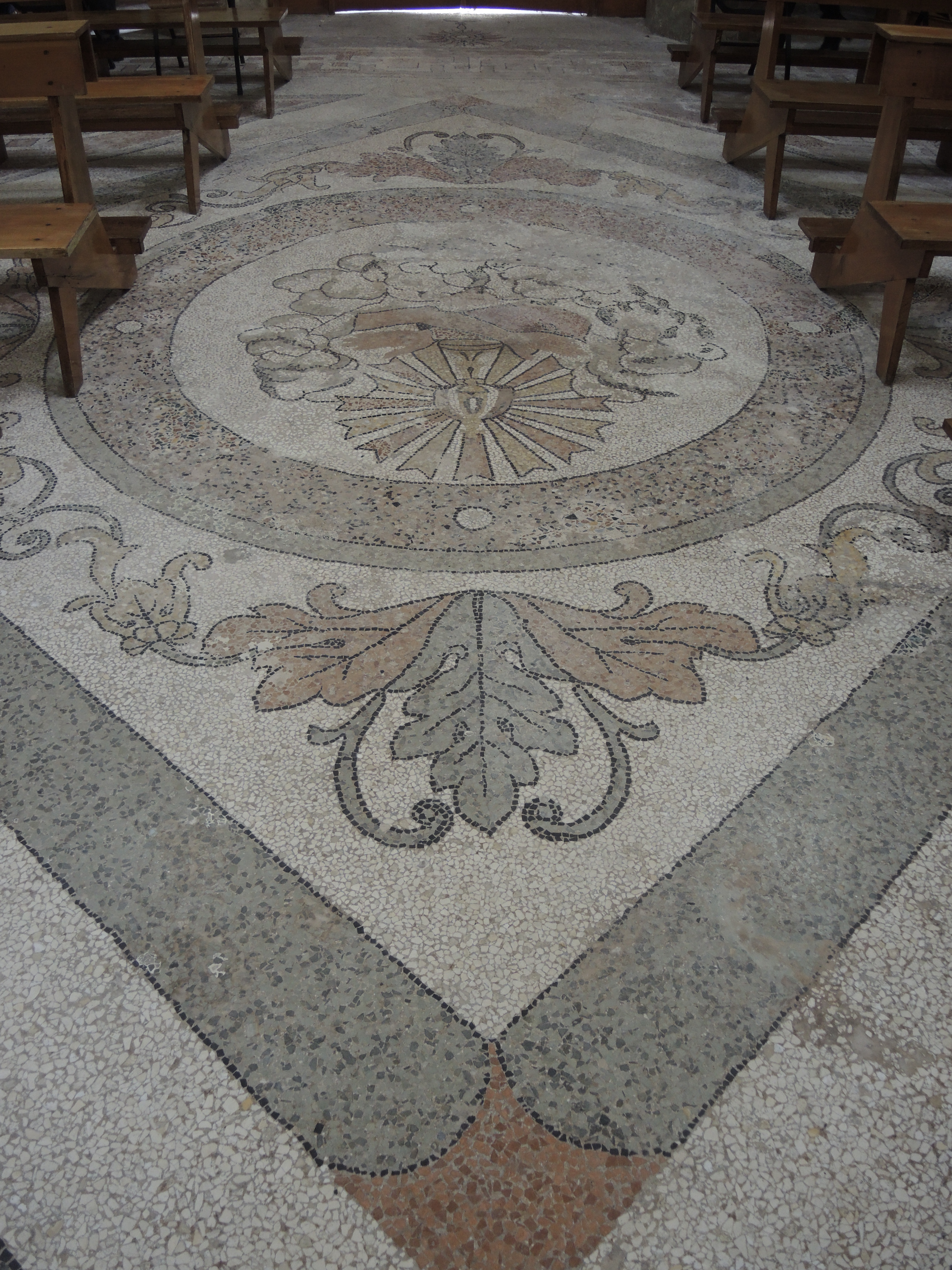
Pavimento mosaicato
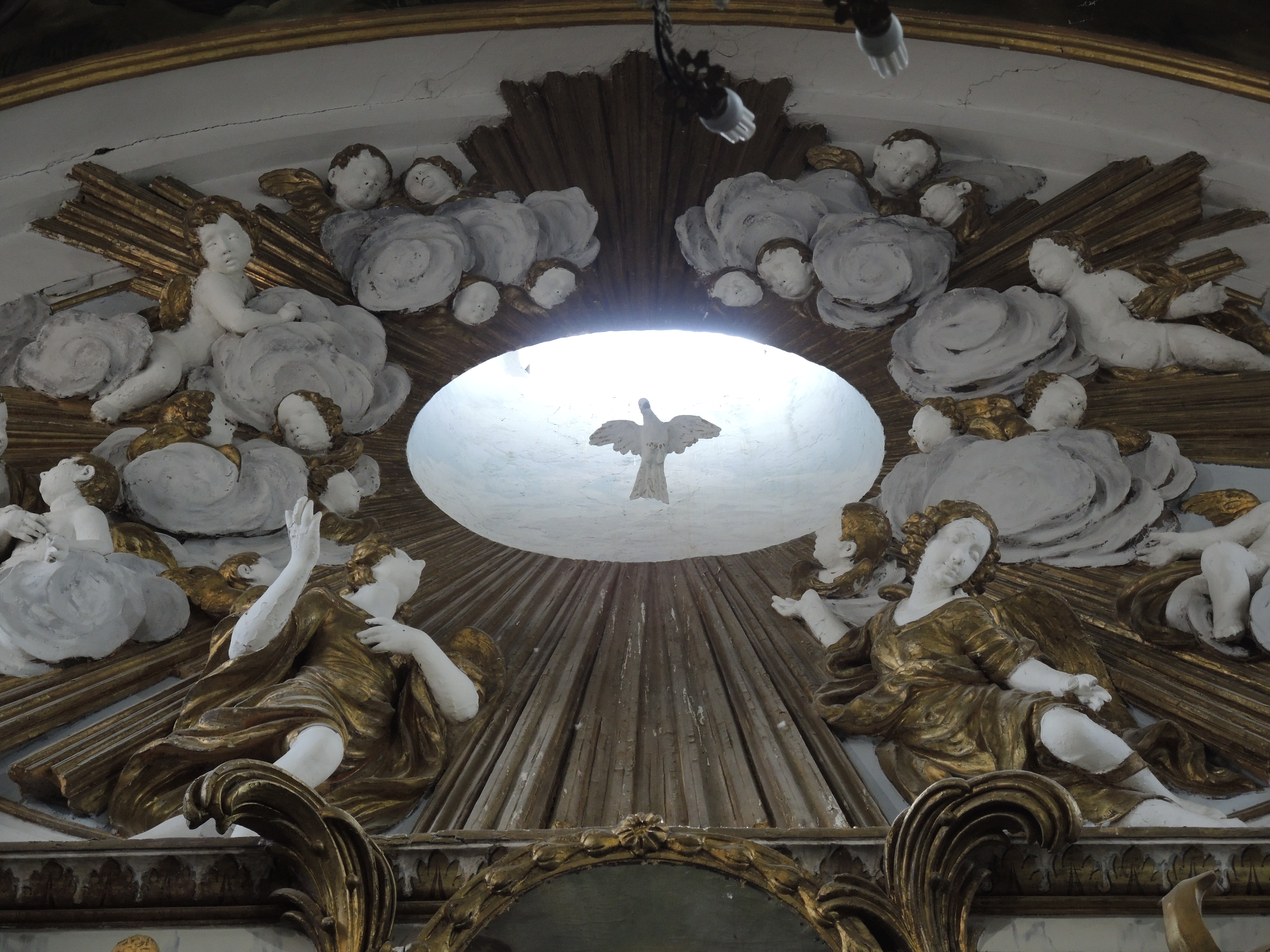
Composizione sopra l'altare maggiore, lo Spirito Santo
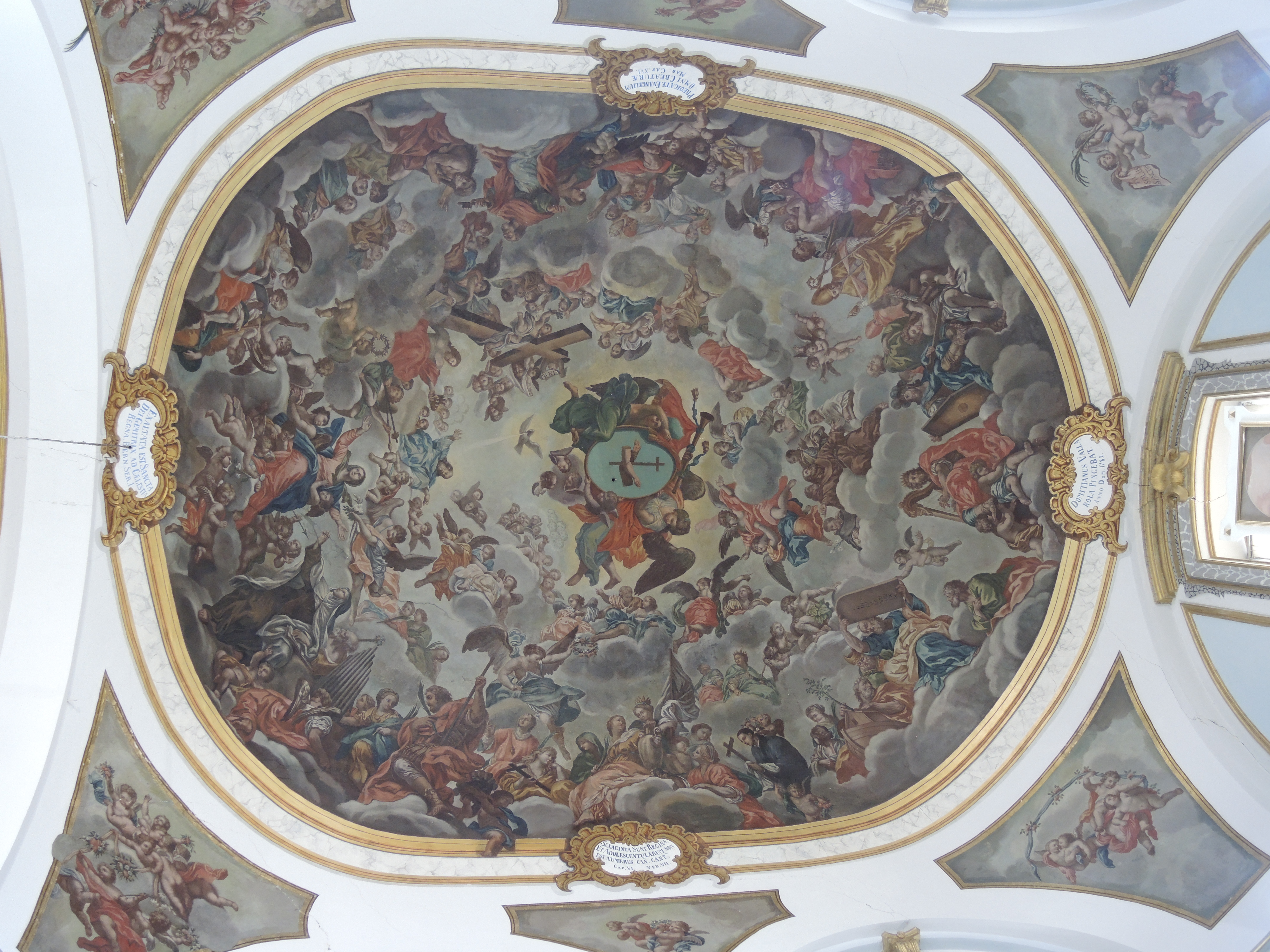
Affresco della calotta cupolare, il Paradiso con al centro lo stemma delle Clarisse

Si affaccia su piazza Santa Croce, edificata nel XIII secolo quando a Penne era giunto San Francesco d'Assisi (1216), per sanare una disputa tra baroni e vescovo. La chiesa inizialmente era dedicata a San Lorenzo, fu una delle principali chiese del Rione da Capo sul Colle Castello, ossia la "Civitas Novella", contrapposta al Rione di Mezzo dell'antica Civitas Pinnese, che raggruppava l'area della chiesa di San Giovanni Gerosolimitano e del Colle Sacro col Duomo.
La chiesa fu rifatta completamente nel XVIII secolo, si presenta con un impianto a croce greca, con quattro bracci uguali e sette diagonali a raccordo, formando un ambiente dinamico e articolato, frutto del progetto di Giovan Battista Gianni. Il pavimento è in mosaico marmoreo, la decorazione interna del Gianni è composta dai fastosi stucchi, un affresco monumentale presso la cupola centrale del presbiterio, a pianta ellittica, opera di Domenico Vallarola, che raffigura la "Gloria del Paradiso con al centro lo stemma delle Clarisse e dei Francescani" (1782).
L'altare maggiore conserva la tela della Natività di Cristo, opera di Paolo Gamba, poi una grata in ferro battuto, opera di Giuseppe Acquaviva, usato dalle monache di clausura per assistere alla messa, senza mescolarsi con la plebe. Una lapide romana del I secolo d.C. fu rinvenuta negli anni del rifacimento barocco della chiesa,l e venne riutilizzata con lapide di ingresso all'ossario delle monache. La facciata della chiesa è molto semplice, con portale architravato sovrastato da finestrone centrale. Il campanile turrito ha una cuspide cipollina a bulbo.
L'ex monastero che sorge accanto, a pianta quadrata con il chiostro porticato al centro, risale al XIV secolo, anche se oggi è modificato, soprattutto perché dopo le soppressioni piemontesi fu usato come primo ospedale civile di Penne, cui negli anni '50 fu annessa la nuova struttura del Presidio ospedaliero "San Massimo".

## Il lascito di Giovan Battista Gianni

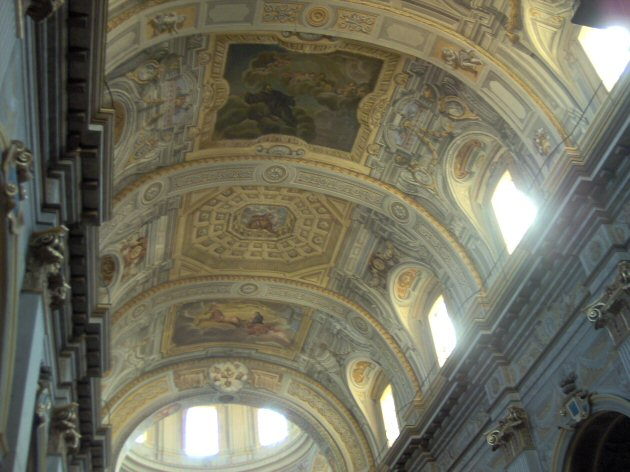
Volta della chiesa di San Francesco d'Assisi, Chieti

Girolamo Rizza e Carlo Piazzola, che ampliano il concetto del Gianni degli altari monumentali laterali, compreso il capo altare, con fastose decorazioni della macchina a tempietto classico, con colonne binate, capitelli, putti, angeli e santi, e cornici a timpano curvilineo spezzato ad andamento sinuoso e mistilineo. Più che architetti, furono dei decoratori e abili maestri della lavorazione a stucco, intervenendo in chiese già rimesse a nuovo da altri architetti, come nel caso di Lanciano, e decorando le cappelle e gli altari. A differenza dello sperimentalismo libero di Gianni, Piazzola e Rizza adottarono un modello piuttosto convenzionale e ripetitivo, nella scelta dell'impostazione architettonica del tabernacolo templare dove inserire la nicchia del santo.
- Interno della chiesa di Sant'Agostino - Lanciano - metà 700
- Interno della chiesa di Santa Lucia - Lanciano: ex cappella dell'Addolorata, ora della Divina Misericordia
- Interno della chiesa del Purgatorio - Lanciano (1737)
- Interno della chiesa di Santa Chiara - Città Sant'Angelo
- Interni e stucchi della chiesa di San Giovanni Evangelista - Penne (metà '700)
- Cappella di San Gaetano, Cattedrale di San Giustino (Chieti), 1738 ca.
- Cappelle della chiesa di San Francesco, Chieti (1735 ca.)
- Stucchi della chiesa delle Crocelle e Sant'Agostino (?), Chieti, con Michele Clerici, 1746 ca.